# Lawrence Michael Levine
Lawrence Michael Levine (ur. 1976) – amerykański aktor, reżyser, scenarzysta.
Lawrence Levine studiował aktorstwo na Uniwersytecie Columbia. Po otrzymaniu dyplomu zaangażował się w nowojorską scenę teatralną Off Off Broadway, pisząc i reżyserując przedstawienia oraz występując w spektaklach. Kończąc szkołę filmową poznał Sophię Takal, z którą związał się prywatnie i zawodowo. Ich pierwszym dużym filmem była Gabi on the Roof in July (2009), który Levine reżyserował, napisał i zagrał u boku Takal. W 2011 nakręcili wspólnie film Green, który otrzymał nagrodę Emerging Woman Award podczas SXSW Film Festival. Lawrence Michael Levine i Sophia Takal tworzą podstawę niezależnej sceny filmowej Nowego Jorku.

## Filmografia

### Aktor
- 2009: Gabi on the Roof in July
- 2009: Fat Friend
- 2009: Peter and Vandy
- 2011: Green
- 2012: All the Light in the Sky (Światło z nieba)
- 2012: Gayby (Gejbi)
- 2012: The Zone
- 2012: Richard's Wedding (Ślub Ryśka)
- 2013: Detonator
- 2013: Molly's Theory of Relativity
- 2013: V/H/S/2
- 2014: Wild Canaries (Dzikie kanarki)
- 2016: Always Shine (Zawsze piękna)

### Reżyser
- 2005: Territory
- 2009: Gabi on the Roof in July
- 2009: Fat Friend
- 2014: Wild Canaries (Dzikie kanarki)